# الحكومة الكويتية في المنفى
الحكومة الكويتية في المنفى هي حكومة منفى شكلها أمير الكويت الشيخ جابر الأحمد الصباح في الطائف بالمملكة العربية السعودية، خلال فترة الاحتلال العراقي للكويت من 2 أغسطس 1990، حتى تحرير الكويت في 26 فبراير 1991.

## الخلفية التاريخية
في 2 أغسطس 1990  اجتاحت القوات العراقية الكويت ولجأ امير الكويت الشيخ جابر الأحمد الجابر الصباح وكبار الأعضاء في حكومته إلى السعودية، حيث أقاموا حكومة منفى في الطائف. وكانت الحكومة الكويتية في المنفى أكثر ثراءا من أي حكومة منفى قد تم تأسيسها في التاريخ، فقد كانت الأصول المليارية التابعة لهيئة الاستثمار تحت تصرفها بالكامل، وبلغت اصول صندوق الاستثمارات آنذاك نحو 100 مليار دولار اقترضت منها الحكومة مبلغ 22.191 مليار دينار كويتي (80 مليار دولار أمريكي)
فيما عرف باسم قرض التحرير وإعادة الإعمار استخدمت تلك الاموال لتغطية نفقات الحكومة وتقديم الدعم المالي للاجئين الكويتيين في الشتاتإضافة إلى قيام بحملة دعائية ضخمة تندد بالاحتلال العراقي وحشد الرأي العام في نصف الكرة الغربي لصالح الحرب مع العراق وكذلك تمويل نفقات حرب تحرير الكويت حيث سدد الحكومة الكويتية في المنفى مبلغ 16.059 مليار دولار للولايات المتحدة الأمريكية لتمويل نفقات الحرب
وفي مارس 1991، وعقب هزيمة العراق على أيدي قوات التحالف في حرب الخليج الثانية، استطاع الأمير وحكومته العودة إلى الكويت.

## الجيش الكويتي في المنفى

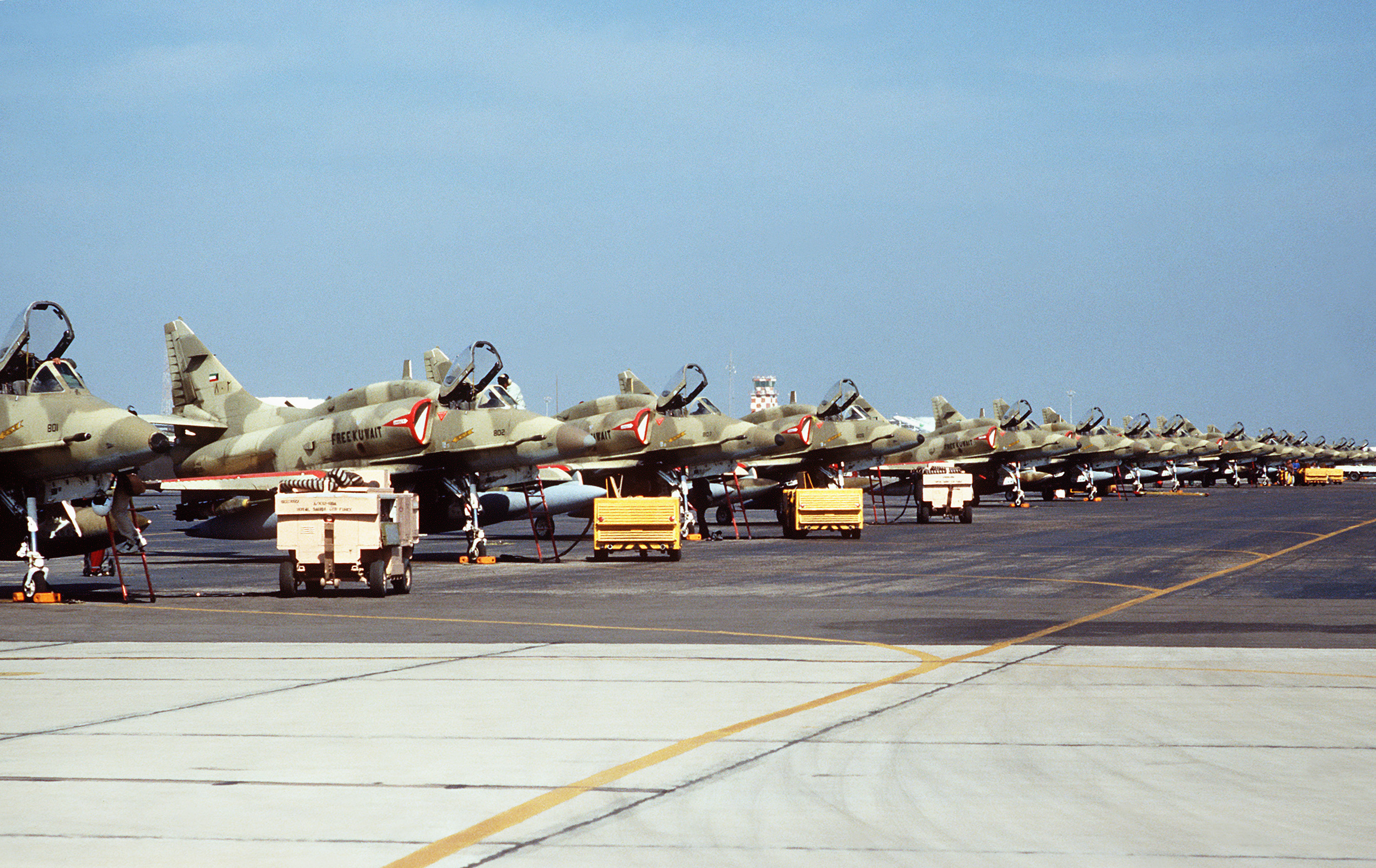
طائرات سكاي هوك في السعودية تابعة للحكومة الكويتية في المنفى خلال فترة الاحتلال العراقي

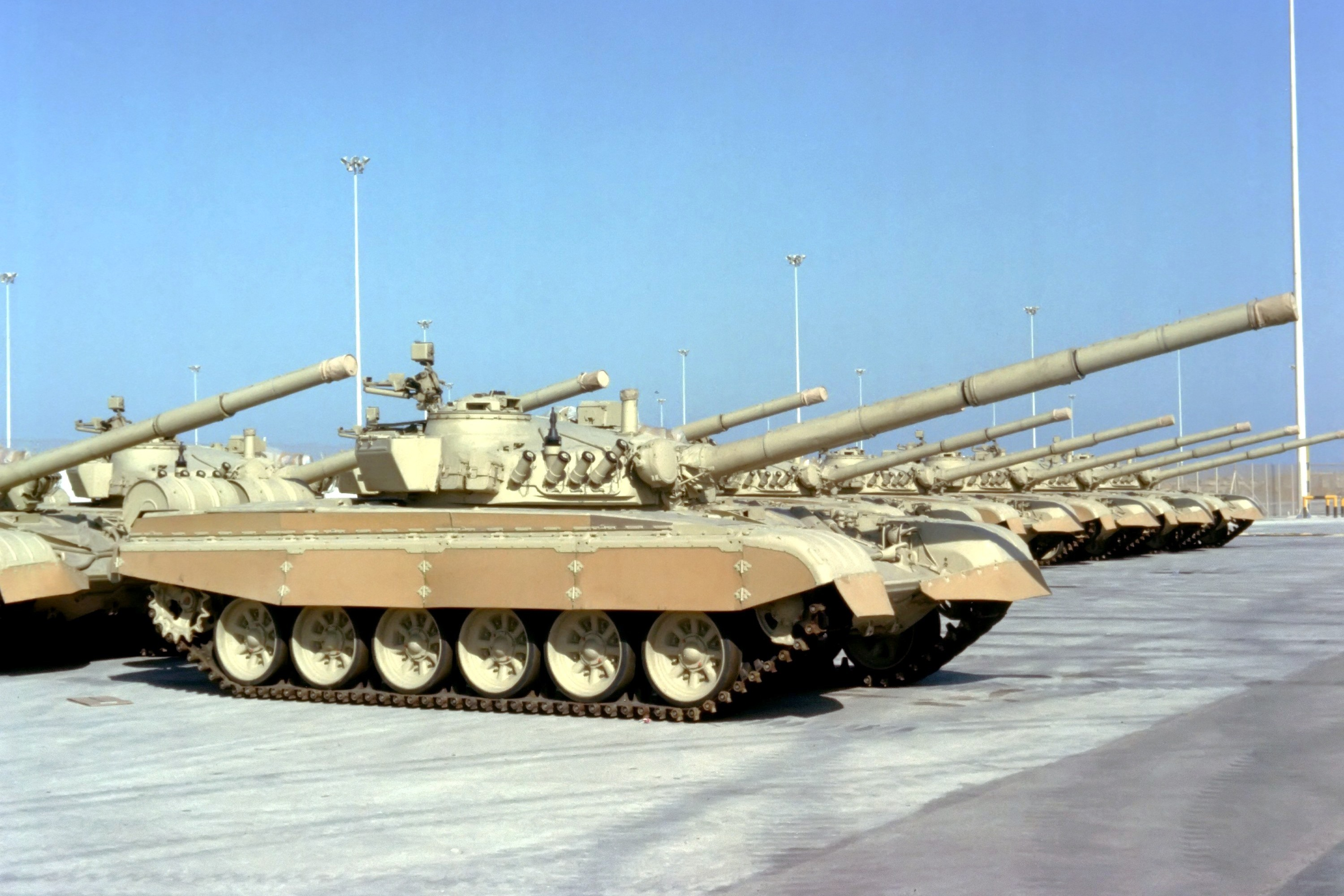
دبابات ام84 في السعودية تابعة للحكومة الكويتية في المنفى خلال فترة الاحتلال العراقي

امتلكت الحكومة الكويتية في الطائف قواتاً برية وبحرية وجوية، حيث تمكنت قطاعات الجيش الكويتي من الانسحاب إلى ا لاراضي السعودية بعد ان خاضت معارك غير متكافئة مع القوات العراقية واجبرت على الانسحاب بعد نفاد ذخيرتها، وقد شاركت تلك القوات في حرب تحرير الكويت عام 1991 وبلغ قوامها نحو 9,900 فرد.

### القوات البرية
الوحدات العسكرية التي استطاعت الانسحاب للسعودية هي:
- اللواء مدرع 35
- لواء حرس الحدود
- كتيبة المشاة الآلية الثانية (كتيبة تابعة لقيادة اللواء المدرع 15)

### القوة الجوية
انسحبت طائرات القوة الجوية الكويتية إلي القواعد الجوية السعودية بعد تعرض قواعدها الجوية بالكويت للقصف من الطيران العراقي وهي
- 24 طائرة سكاي هوك (من اصل 29 طائرة بالخدمة).[6]
- 15 طائرة ميراج اف1
- عدد من الطائرات العمودية

### القوة البحرية
انسحب زورقان صاروخيان إلى قاعدة الجبيل البحرية في السعودية وهما:
- زورق الصواريخ سنبوك
- زورق الصواريخ الاستقلال

## هوامش
1. ↑  
Kuwait Starting Business (Incorporating) in....Guide (World Business and Investment Library) by Ibp Usa (Jan 1, 2009) P43
2. ↑  وكالة كونا نسخة محفوظة 04 مارس 2016 على موقع واي باك مشين.
3. ↑  Kuwait: Oil, State, and Political Legitimation
by Abdulkarim Al-Dekhayel | Sep 1, 2000 p.219
4. ↑  موسوعة مقاتل تكاليف حرب تحرير الكويت نسخة محفوظة 08 يناير 2013 على موقع واي باك مشين.
5. ↑  Spencer Tucker p.91
6. ↑  Relly Victoria Petrescu p.34